# Đavolja varoš

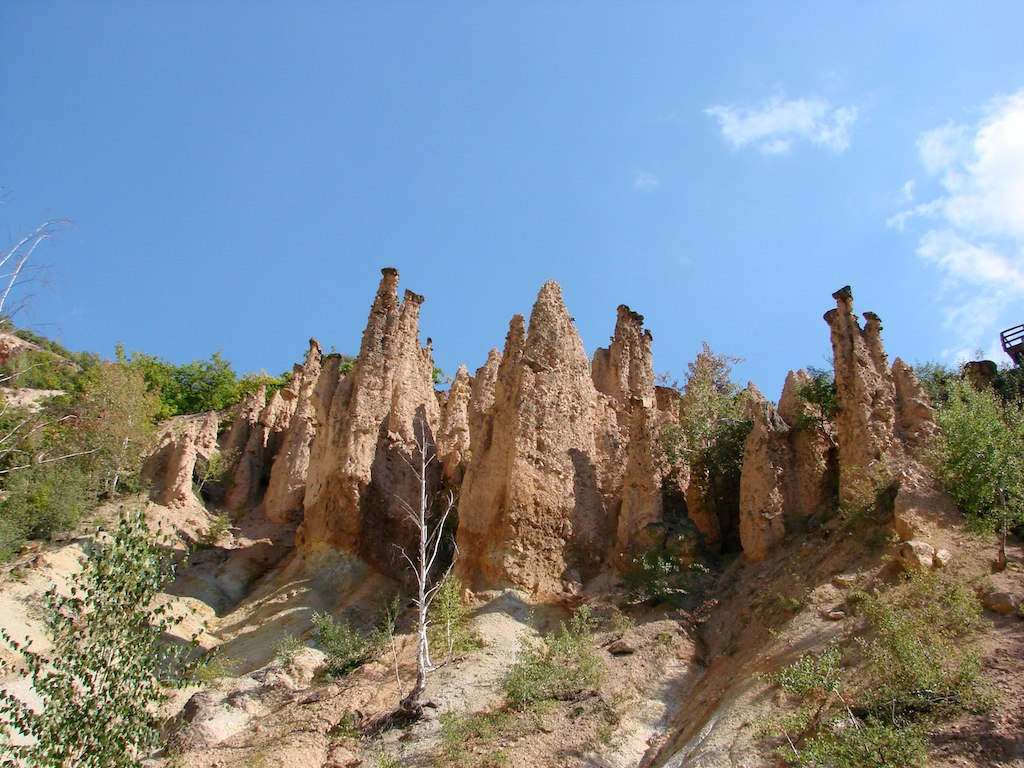
Pohled na věže Ďáblova města.

Đavolja varoš (v srbské cyrilici Ђавоља варош, česky doslova Ďáblovo město) je přírodní památka nedaleko města Kuršumlija v Toplickém okruhu na jihu Srbska, cca 90 km od města Niš. Tvoří ji 202 zemních pyramid a sloupů o výšce cca 15 metrů, které jsou zakončeny balvany. Vznikla jako velmi vzácný přírodní úkaz eroze nespojitého, nicméně velmi pevného materiálu. Její vznik zapříčinil částečně i člověk, který vykácel husté lesy v oblasti pohoří Radan (Radan planiny), čímž bylo nespojité podloží vystaveno přírodním vlivům.
Đavola varoš je chráněnou přírodní památkou od roku 1959. Chráněno je celkem 69 ha území. Od roku 1959 je kategorizována srbskou vládou jako přírodní památka mimořádného významu. Podle lidových pověstí představuje Đavola varoš zkamenělé osazenstvo svatby, kterou nechal Bůh zkamenět. V okolí se nacházejí prameny minerálních vod, známé též jaké Đavoljina voda.